# Lonkero

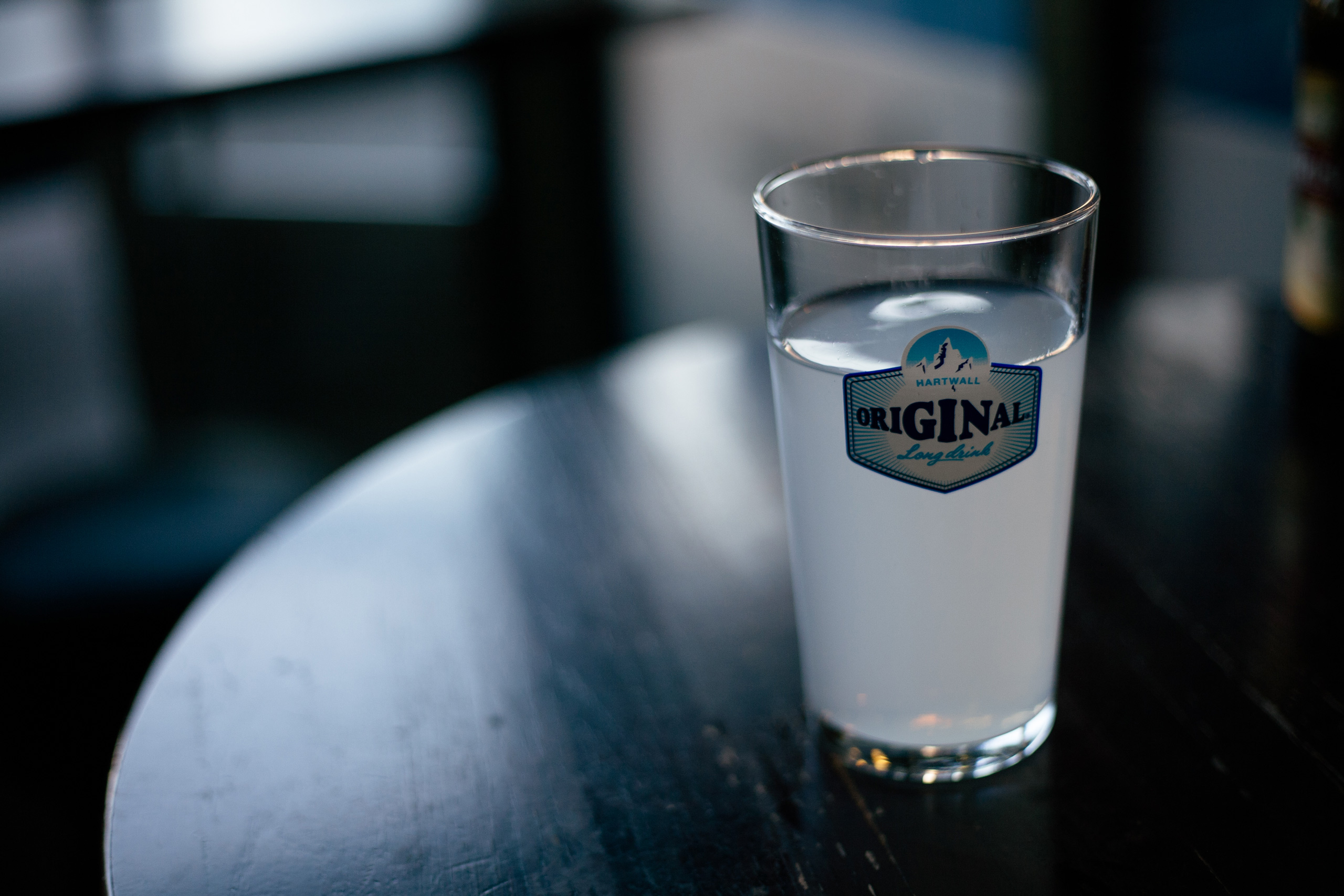
Lonkero.

Lonkero est un terme familier en finlandais désignant un long drink à base de gin et de limonade de pamplemousse. La teneur en alcool se situe entre 4,7 % et 7,5 %. À l'occasion des Jeux olympiques d'été de 1952 organisés à Helsinki et en fait uniquement destinée à la période des jeux, la société Hartwall a développé une boisson sous le nom de « Hartwall Original Gin Long Drink ». L'objectif était de donner aux pubs et aux restaurants la possibilité de servir un long drink rafraîchissant aux nombreux touristes. En raison de sa grande popularité, Lonkero est encore utilisé à ce jour.
Hartwall propose actuellement Lonkero sous forme de boisson prête à l'emploi en canettes. En plus du mélange original, une variante Strong et une variante Light avec une teneur en alcool plus élevée et une teneur en sucre réduite, respectivement, sont également proposées. Il existe également des variantes aromatisées à la canneberge et au citron, ainsi que la boisson mixte à base de cidre Cool Grape, qui est basée sur le Lonkero. Outre la Finlande, Lonkero est officiellement distribué en Suède, en Estonie, en Lettonie, aux Pays-Bas, en Grande-Bretagne, en Espagne, au Ghana, en Israël, en Thaïlande, à Hong Kong, au Japon et en Corée du Sud.